# Sceloporus megalepidurus
Sceloporus megalepidurus (велика колюча ігуана) — вид ігуаноподібних ящірок родини фриносомових (Phrynosomatidae). Ендемік Мексики.

## Підвиди
Виділяють два підвиди:
- Sceloporus megalepidurus megalepidurus Smith, 1934 — західний Веракрус, північна Пуебла, Тласкала, Ідальго;
- Sceloporus megalepidurus pictus Smith, 1936 — центральна Пуебла, захід центрального Веракрусу.

## Поширення і екологія
Великі колючі ігуани мешкають в горах Східної Сьєрра-Мадре на сході Мексики. Вониживуть в напівпустельних місцевостях, порослих ксерофітними травами і чагарниками.  Зустрічаються на висоті до 3200 м над рівнем моря.

## Збереження
МСОП класифікує цей вид як вразливий. Великим колючим ігуанам загрожує знищення природного середовища.